# Urszula Pawluczuk
Urszula Anna Pawluczuk (ur. 5 maja 1974 w Białymstoku) – polska historyk, doktor nauk humanistycznych, doktor habilitowana nauk teologicznych, nauczyciel akademicki Uniwersytetu w Białymstoku, specjalistka w zakresie historii Kościoła, zwłaszcza historii prawosławia.

## Życiorys
W 1998 na podstawie pracy magisterskiej pt. Mecenat artystyczny Stanisława Augusta Poniatowskiego w dziedzinie architektury uzyskała na Wydziale Historycznym Uniwersytetu im. Adama Mickiewicza w Poznaniu dyplom magistra historii. W 2006 w Wydziale Historyczno-Socjologicznym Uniwersytetu w Białymstoku na podstawie napisanej pod kierunkiem Antoniego Mironowicza rozprawy pt. Życie monastyczne Kościoła prawosławnego w II Rzeczypospolitej uzyskała stopień naukowy doktora nauk humanistycznych w zakresie historii. W 2018 w Wydziale Teologicznym Chrześcijańskiej Akademii Teologicznej w Warszawie na podstawie dorobku naukowego oraz rozprawy habilitacyjnej uzyskała stopień naukowy doktora habilitowanego nauk teologicznych w zakresie historii Kościoła.
Została adiunktem Wydziału Historyczno-Socjologicznego Uniwersytetu w Białymstoku.